# Цикъл на Карно
Цикълът на Карно е термодинамичен цикъл, описан от Сади Карно през 1824 година и доразработен от Беноа Пол Емил Клапейрон през 30-те години на XIX век. Той описва поведението на идеален топлинен двигател, който преминава през поредица от състояния и пренася топлина от топло към студено тяло, превръщайки част от количеството топлина в механична работа.

## Описание
Идеалният двигател, описан от Сади Карно, има възможност лесно да обменя топлина между горещо и студено тяло, като включва следните елементи:
- Цилиндър с работно вещество, което може да бъде пара или друг газ
- Бутало, което се движи в цилиндъра без триене
- Топлинен резервоар с температура {\displaystyle T_{1}}. Горещо тяло – еквивалент на горивната камера при действителна парна машина
- Топлинен резервоар с температура {\displaystyle T_{2}}. Студено тяло – еквивалент на охладителя, кондензатора.

{\displaystyle T_{1}} >{\displaystyle T_{2}} и резервоарите са с достатъчно големи капацитети, така че техните температури практически не се променят, когато се внасят или изнасят от тях значителни количества топлина. С тази машина, в която няма загуби на енергия поради триене, излъчване и т.н., Карно провежда един обратим цикъл, който се състои от четири последователни етапа:
1. Фаза 1 – 2: Цилиндърът, в който се намира идеалният газ с начален обем {\displaystyle V_{1}}, се поставя в термичен контакт с по-топлия резервоар, който е с температура {\displaystyle T_{1}}. Газът се оставя да се разшири обратимо и изотермично до обем {\displaystyle V_{2}}, за сметка на приетото по време на контакта количество топлина {\displaystyle Q_{1}}. Буталото извършва обемна работа. Вътрешната енергия (респективно и температурата) не се променя, тъй като газа поглъща топлина за сметка на извършване на работа при разширението си.
2. Фаза 2 – 3: Цилиндърът се изолира термично от по-топлия резервоар и газът се оставя да се разшири обратимо и адиабатно, за сметка на неговата вътрешна енергия, до обем {\displaystyle V_{2}}, така че температурата му да се понижи до температурата на по-студения резервоар {\displaystyle T_{2}}. Вътрешната енергия се понижава за сметка на извършената при разширението работа.
3. Фаза 3 – 4: Цилиндърът се поставя в контакт с по-студения резервоар, който е с температура {\displaystyle T_{2}} и газът се свива обратимо и изотермно до крайното състояние (4), подбрано така, че обем {\displaystyle V_{4}} да лежи на една и съща адиабата с обема {\displaystyle V_{1}}. При този процес ({\displaystyle T_{2}} е константа) газът отдава известно количество топлина {\displaystyle Q_{2}}, която се приема от кондензатора, поглъща се от студеното тяло.
4. Фаза 4 – 1: Цилиндърът се изолира термично и газът се свива обратимо и адиабатно от обем {\displaystyle V_{4}} до обем {\displaystyle V_{1}}, при което температурата се повишава до температурата на по-топлия резервоар {\displaystyle T_{1}}.

След завършване на цикъла газът се връща в началното си състояние, като печели работа.
{\displaystyle A_{\text{цикъл}}=(A_{1-2}+A_{2-3})-(A_{3-4}+A_{4-1}),}
където:
{\displaystyle (A_{1-2}+A_{2-3})=Q_{1}\quad {\text{и}}\quad (A_{3-4}+A_{4-1})=Q_{2}}
следователно:
{\displaystyle A_{\text{цикъл}}=Q_{1}-Q_{2}.}
Коефициентът на полезно действие при цикъла на Карно можем да се запише по следния начин:
{\displaystyle {\eta }={Q_{1}-Q_{2} \over Q_{1}}={T_{1}-T_{2} \over T_{1}}.}
В края на цикъла газът достига първоначалните си параметри (обем, налягане и температура; схема 5). В резултат на целия цикъл количество топлина (без загуби) преминава от топлото към студеното тяло и е произведена механична работа.
Карно доказва, че КПД е правопропорционален на разликата в температурите на двата топлинни резервоара и обратно пропорционален на температурата в по-топлия резервоар, не зависи от конструкцията на топлинната машина и слага край на безрезултатните стремежи за повишаването му.
- Принцип на действие на машината на Карно
- Схема 1
Точка 1 – 2:
Изотермично разширение при контакт с топлото тяло при температура {\displaystyle T_{1}}
- Схема 2
Точка 2 – 3:
Адиабатно разширение и спадане на температурата до {\displaystyle T_{2}}
- Схема 3
Точка 3 – 4:
Изотермично свиване при контакт със студеното тяло при температура {\displaystyle T_{2}}
- Схема 4
Точка 4 – 1:
Адиабатно свиване и повишаване на температурата до {\displaystyle T_{1}}
- Схема 5
Точка 1:
Връщане към началното състояние

## Обратен цикъл на Карно
Цикълът на Карно може да бъде проведен и в обратния ред. Върху работното тяло се върши работа отвън и за сметка на това се пренася топлина от по-студения към по-топлия резервоар. Такава машина се нарича топлинна помпа (термопомпа). Принципът и на действие се използва за отопление и охлаждане (хладилната техника). Принципът е същият, като при правия цикъл на Карно.
Налични са две изотерми и две адиабати, но посоката на процесите е противоположна. От {\displaystyle A} към {\displaystyle D}, към {\displaystyle C}, към {\displaystyle B}, към {\displaystyle A}, обратно на часовниковата стрелка. Работата, която се формира при този цикъл се означава с {\displaystyle A_{\text{цикъл}}} и отново се състои от четири събираеми:
{\displaystyle A_{\text{цикъл}}=A_{AD}+A_{DC}+A_{CB}+A_{BA}}
По модул сумата е:
{\displaystyle A_{AD}+A_{DC}<A_{CB}+A_{BA}}
Събираемите {\displaystyle A_{AD}} и {\displaystyle A_{DC}} са положителни, защото се явяват работа по разширение, изотермично и адиабатно, обемът се увеличава, докато {\displaystyle A_{CB}} и {\displaystyle A_{BA}} са отрицателни, защото на тези участъци от цикъла става сгъстяване, изотермично и адиабатно, обемът се намалява и ще влязат в уравнението с отрицателен знак:
{\displaystyle A_{\text{цикъл}}=A_{AD}+A_{DC}+A_{CB}+A_{BA}<0}
Това означава, че за да се реализира „Обратен цикъл на Карно“, външно тяло трябва да извърши работа {\displaystyle A_{\text{цикъл}}}, и при това целият процес да започне да тече в обратна посока:
- В участък {\displaystyle AD} става разширение, процесът е адиабатен и няма топлообмен.
- В участък {\displaystyle DC} става изотермично разширение, газът се разширява и той трябва да извърши работа. Тъй като процесът е изотермичен, вътрешната енергия трябва да остане постоянна. За да свърши работа в този участък, газът трябва да получи количество топлина (енергия) от охладителя (от по-хладната среда). Газът получава количество топлина {\displaystyle Q_{2}} при температура {\displaystyle T_{2}}.
- В участък {\displaystyle CB} става адиабатно сгъстяване, липсва топлообмен с околната среда.
- В участък {\displaystyle BA} става принудително сгъстяване при постоянна температура {\displaystyle T_{1}} на работното тяло – газът. Тъй като е налично сгъстяване при постоянна температура, трябва да бъде отдадена топлина към нагревателя (към по-топлата среда). Отделя се количество топлина {\displaystyle Q_{1}}. За сметка на извършената механична работа, внесена отвън, тук се отнема топлина от по-студено тяло и се предава на по-топлото тяло.

Затова такава машина се нарича топлинна помпа или термопомпа, принципът и на действие се използва за охлаждане и за отопление. Сама топлината никога няма да премине от по-малко нагрято тяло към тяло с по-висока температура. В това е и съдържанието на втория закон на термодинамиката.